# Chorioactidaceae
Die Chorioactidaceae  bilden eine Familie der Pilze innerhalb der Ordnung der Becherlingsartigen.

## Merkmale

### Makroskopische Merkmale
Die Chorioactidaceae formen als Fruchtkörper sogenannte Apothecien aus, die 3 bis 12 cm breit werden. Das Fleisch ist weiß. Die äußere Oberfläche der Fruchtkörper ist braun bis beinahe schwarz und behaart. Im noch unreifen Zustand sind die Fruchtkörper oft eingerollt, manchmal öffnen sie sich sternförmig. Die Farbe der Fruchtschicht reicht im Unterschied zu den dunklen Farben der Außenseite von beige, gelb, orange, rötlich gelb, weinrot bis braun. Die Fruchtkörper sind ungestielt, nur sehr kurz gestielt oder mit einem länglichen im Boden vergrabenen Stiel.

### Mikroskopische Merkmale
Das Excipulum besteht aus  einer textura intricata (ein Gewebe aus fädigen, stark miteinander verwobenen Hyphen), die allerdings nach außen weiter wird und so textura angularis (ein Parenchym-ähnliches Gewebe) gleicht. Haare entspringen innerhalb des medullären Excipulums, sind unterschiedlich lang, braun mit Dornen oder Warzen. Die Schläuche sind lang, bis zu 700 Mikrometer groß, sie riechen oft alle gleichzeitig, mit einem Operculum, eine Art Deckel. Typisch für alle Arten der Chorioactidaceae sind die ornamentierten Sporen, der Warzen oder Kämme cyanophil sind, sich also mit Baumwollblau anfärben lassen. Manche Arten wie Desmazierella acicola besitzen eine cyanophile äußere Schicht der Sporen. Sie sind im Schlauch einreihig angeordnet, elliptisch oder spindelförmig. Die Paraphysen sind fädig oder rosenkranzähnlich (moniliform) mit vielen Querverbindungen (anastomisierend). Bei Desmazierella stehen Setae aus der Fruchtschicht hervor. Die Sporen als auch die Zellen der Paraphysen sind vielkernig.

## Ökologie und Verbreitung
Die Chorioactidaceae sind auf der Nordhalbkugel verbreitet, meist aber mit eingeschränkter oder disjunkter Verbreitung. So kommt Chorioactis geaster nur in Texas und in Japan vor. Die Arten leben auf pflanzlichen Substraten wie vermodertes Holz oder Nadeln von Koniferen.

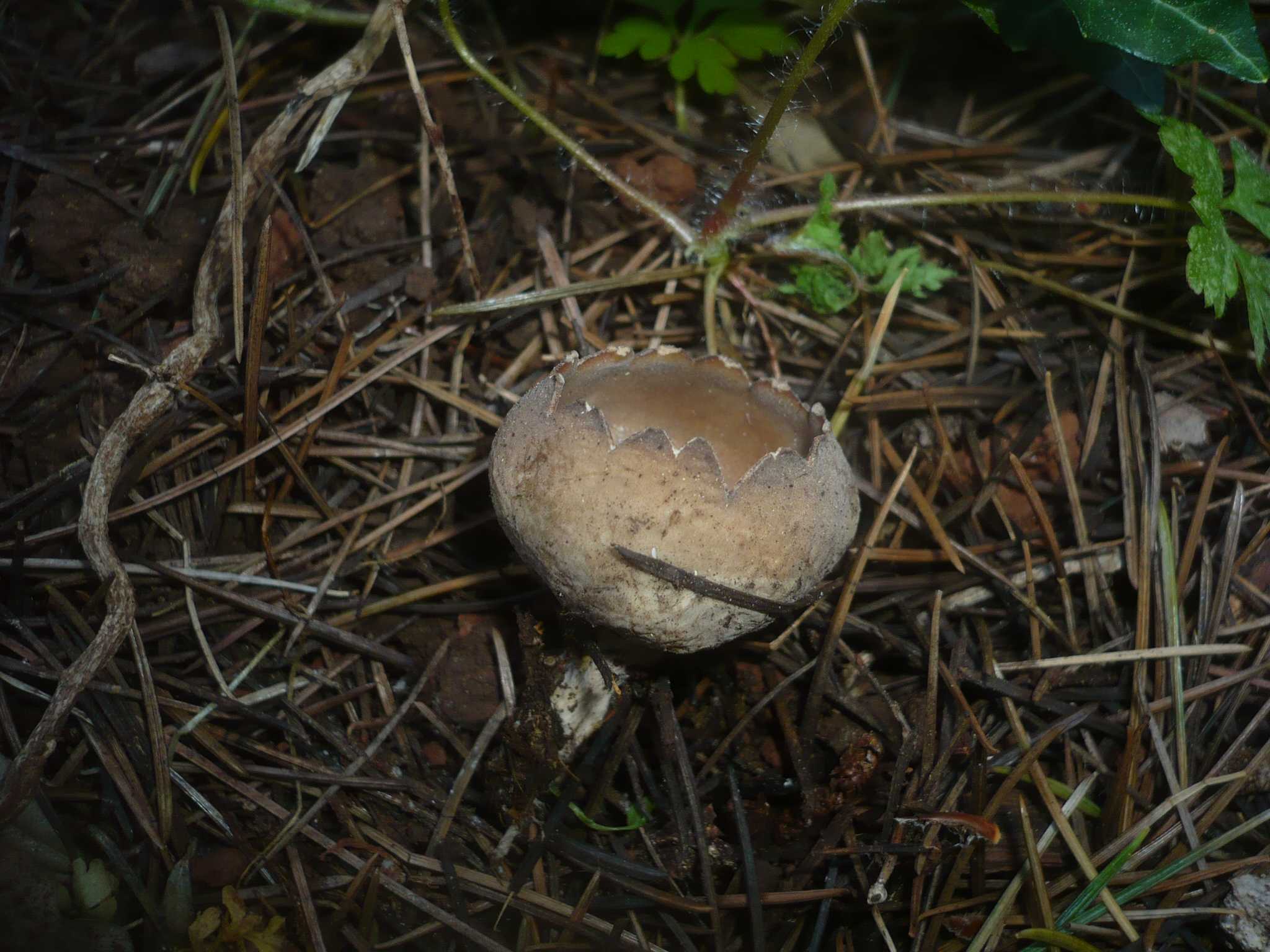
Neournula pouchetii
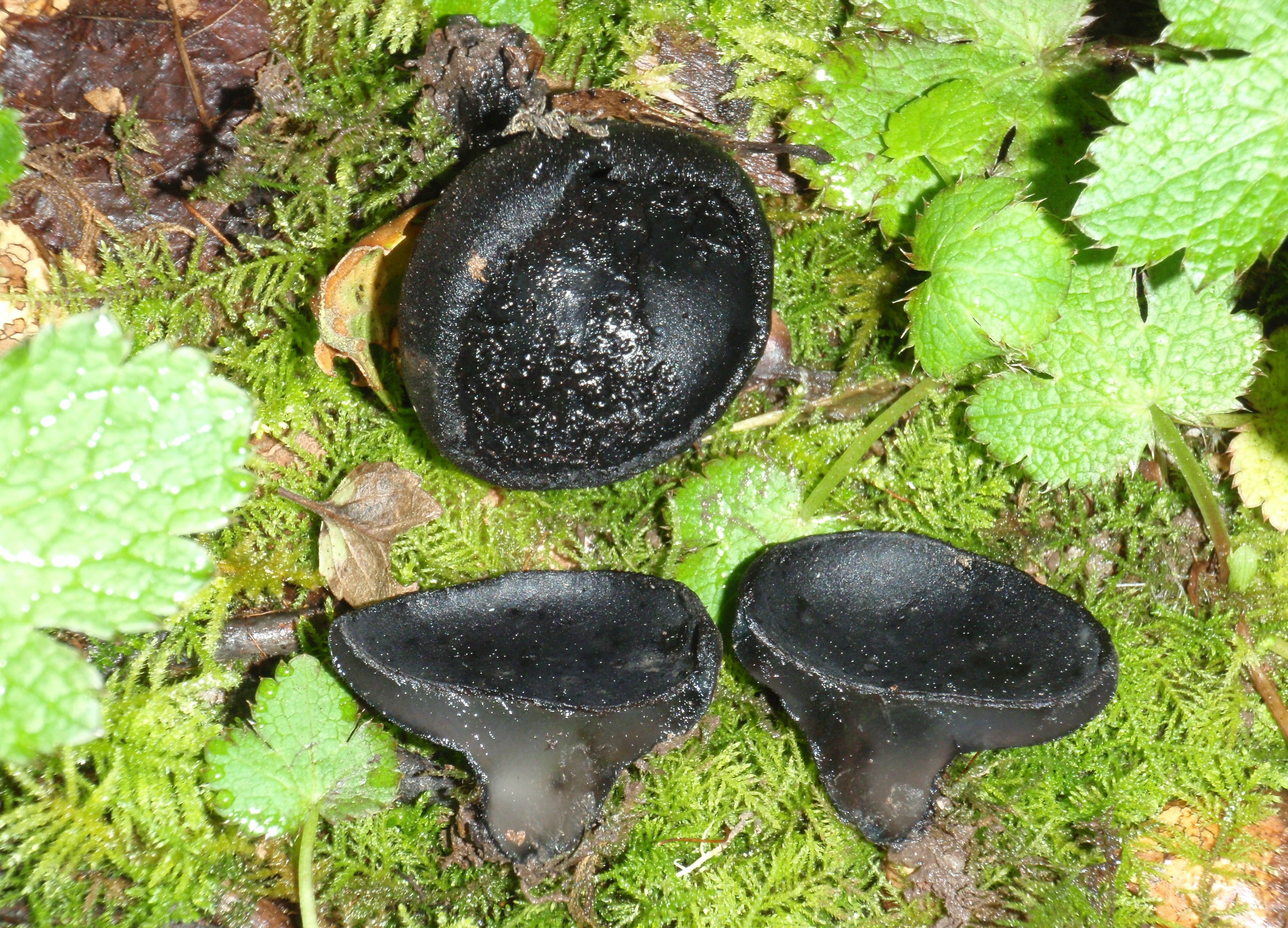
Pseudosarcosoma latahense
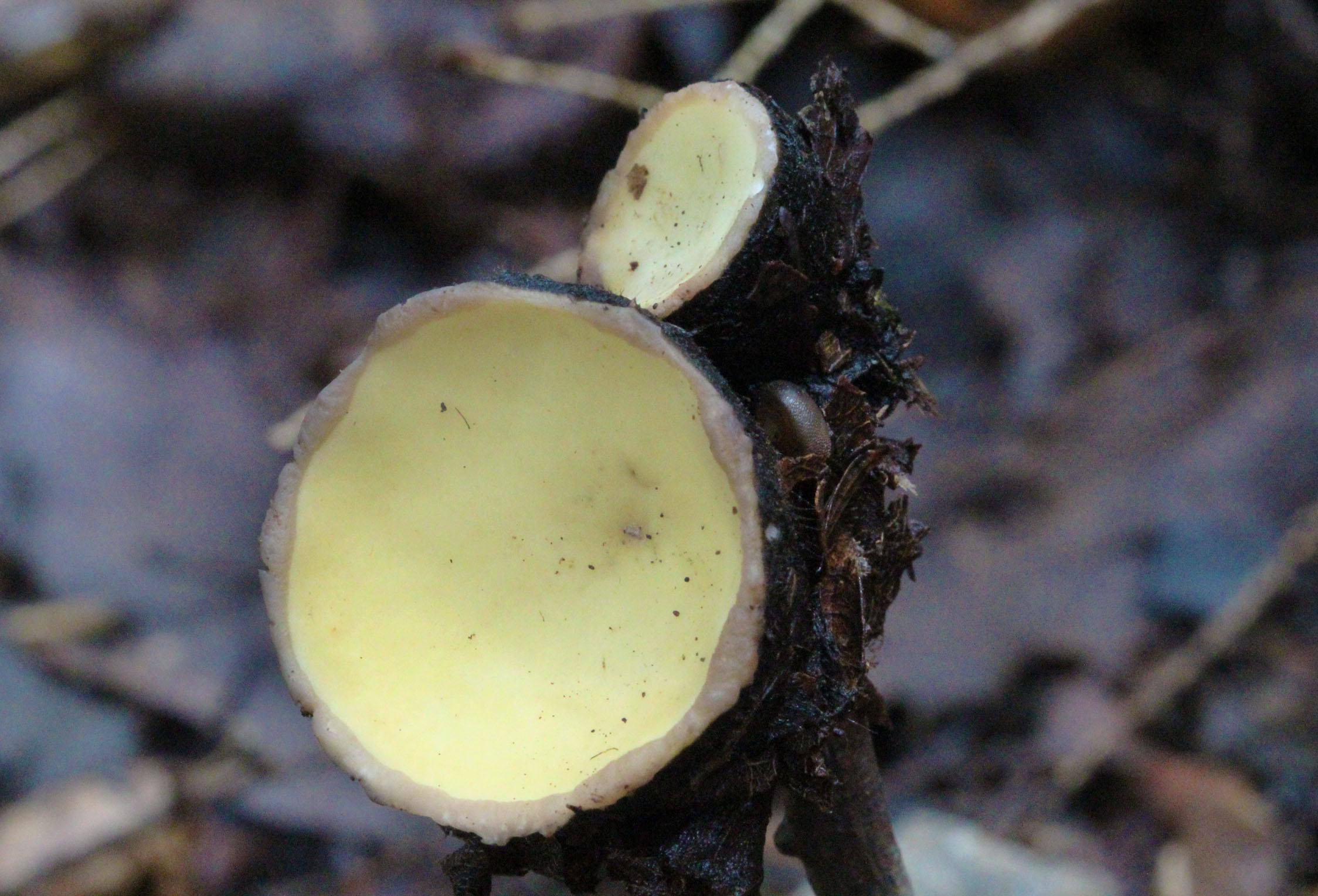
Wolfina aurantiopsis
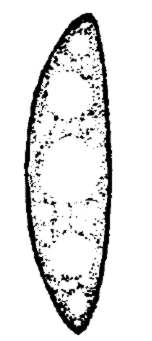
Spore von Chorioactis geaster, Zeichnung von 1910

## Systematik und Taxonomie
Die Chorioactidaceae wurden erst 2008 von Donald H. Pfister in der Fachzeitschrift Mycological Research erstbeschrieben, um die vier Gattungen Chorioactis, Desmazierella, Neournula und Wolfina abzugrenzen, die bisher entweder in die Familie der Kelchbecherlingsverwandten (Sarcoscyphaceae) oder in der Familie der Gallertkugelverwandte (Sarcosomataceae) standen. Phylogenetisch stehen sie zwischen beiden Familien. Bei späteren Untersuchungen wurde noch eine fünfte Gattung Pseudosarcosoma beschrieben. und die Familie als Schwesterfamilie zu den Gallertkugelverwandten gesehen.
Zu der Familie der Chorioactidaceae gehören zurzeit (Dezember 2016) folgende Gattungen:
- Chorioactis mit der einzigen Art Chorioactis geaster
- Desmazierella
- Neournula
- Pseudosarcosoma  mit der einzigen Art Pseudosarcosoma latahense
- Wolfina